# Кокчетавский областной комитет КП Казахстана
Кокчета́вский областной комитет КП Казахстана (каз. Көкшетау облыстық партия комитетінің бірінші хатшылары) — региональный орган управления Кокчетавской областной партийной организацией КП(б) — Коммунистической партии Казахстана в составе КПСС. Существовал с 1944 по сентябрь 1991 года. 
Занимался реализацией решений областных конференций, организацией и утверждением районных партийных организаций Кокчетавской области, выполнением решений ЦК партии. Размещался по адресу: город Кокчетав, площадь Ленина, ул. Карла Генриха Маркса, дом 83. 
7 сентября 1991 года деятельность КП Казахстана была распущена.

## История
Кокчетавская область была образована 16 марта 1944 года в составе Казахской ССР из части Карагандинской области. Центр — город Кокчетав.
С 26 декабря 1960 по 16 октября 1965 год, наряду с Кустанайской, Павлодарской, Северо-Казахстанской и Целиноградской областями, находилась в составе Целинного края, затем — непосредственно в Казахской ССР.

## Первые секретари Кокчетавского обкома КП Казахстана
- март 1945 — 1948 — Купаев, Алексей Трофимович
- 1949—1952 — Аип Урашевич Урашев
- 1952—1954 — Бейсебаев, Масымхан Бейсебаевич
- 1954—1955 — Рогинец, Михаил Георгиевич
- 1955—1960 — Клещёв, Алексей Ефимович
- 1960—1962 — Новиков, Семён Михайлович
- 1963 — декабрь 1964 (сельский) — Брыжин, Александр Алексеевич
- декабрь 1964 — март 1968 — Брыжин, Александр Алексеевич
- март 1968 — январь 1978 — Ауельбеков Еркин Нуржанович
- январь 1978 — 29 января 1985 — Куанышев, Оразбек Султанович
- 29 января 1985 — 7 июня 1989 — Сагдиев, Махтай Рамазанович
- 7 июня 1989 — 11 мая 1990 — Таукенов, Касым Аппасович
- 11 мая 1990 — 7 сентября 1991 — Абуталипов, Чапай Муталлапович

## Кокчетавский обком КП Казахстана в искусстве

### В сигиллатии
- 26 января 1983 года почтой СССР был выпущен художественный маркированный конверт «Кокчетав. Здание областного комитета Компартии Казахстана.»[1].